# Przylądek Pencka
Przylądek Pencka (ang. Cape Penck) – przylądek oddzielający Wybrzeże Leopolda i Astrid od Wybrzeża Wilhelma II na Antarktydzie Wschodniej.
Jest pokryty lodem. Został umieszczony na mapach w czasie Australasian Antarctic Expedition, której dowódcą był Douglas Mawson (1911-1914). Jego nazwa upamiętnia niemieckiego geografa i geologa Albrechta Pencka (1858-1945).